# 金钊
金钊（？—），江苏建湖人，中华人民共和国传媒人物，原山东省广播电视厅厅长，中国电视艺术家协会原副主席、顾问。